# Desmocladus asper
Desmocladus asper, biljna vrsta s jugozapada zapadne Australije. To je rizomatozni geofit i prvenstveno raste u suptropskom biomu. pripada porodici Restionaceae. 
Ovu vrstu teško je razlikovati od D. flexuosus. Desmocladus asper može se razlikovati po hrapavim, tuberkulastim listovima i sjedećim muškim klasićima. Međutim, D. flexuosus i D. asper teško je razlikovati kada su sterilni. Iako niti jedna vrsta nije navedena kao ugrožena, one su važne vrste u stabilizaciji tla, i može biti potreban u projektima obnove grmlja.
Australski endem.

## Sinonimi
- Calorophus asper Nees; Lehm. Pl. Preiss. 2: 67 (1846)